# Eleições legislativas de 2011 em Cascais

## Resultados Oficiais
| Partido                 | Partido                               | Votos   | %               | +/-   |
| ----------------------- | ------------------------------------- | ------- | --------------- | ----- |
|                         | Partido Social Democrata              | 40 623  | 39,94 / 100,00  | 9,30  |
|                         | Partido Socialista                    | 22 768  | 22,38 / 100,00  | 9,87  |
|                         | CDS – Partido Popular                 | 17 883  | 17,58 / 100,00  | 4,02  |
|                         | Coligação Democrática Unitária        | 6 617   | 6,51 / 100,00   | 0,20  |
|                         | Bloco de Esquerda                     | 5 134   | 5,05 / 100,00   | 5,04  |
|                         | Partido pelos Animais e pela Natureza | 1 624   | 1,60 / 100,00   | Novo  |
|                         | Outros                                | 3 433   | 3,37 / 100,00   |       |
| Votos Inválidos         | Votos Inválidos                       | 3 629   | 3,57 / 100,00   | 0,41  |
| Total                   | Total                                 | 101 711 | 100,00 / 100,00 |       |
| Eleitorado/Participação | Eleitorado/Participação               | 165 532 | 61,44 / 100,00  | 1,55  |
| Fonte                   | Fonte                                 | [ 1 ]   | [ 1 ]           | [ 1 ] |

## Resultados por Freguesia
Os resultados seguintes referem-se aos partidos que obtiveram mais de 1,00% dos votos:
| Freguesia            | %     | %     | %     | %    | %    | %    | Votantes |
| Freguesia            | PSD   | PS    | CDS   | CDU  | BE   | PAN  | Votantes |
| -------------------- | ----- | ----- | ----- | ---- | ---- | ---- | -------- |
| Alcabideche          | 37,34 | 24,91 | 16,80 | 6,56 | 4,85 | 1,40 | 17 794   |
| Carcavelos           | 40,61 | 21,32 | 17,19 | 6,49 | 5,81 | 1,84 | 12 469   |
| Cascais              | 45,58 | 17,96 | 21,49 | 4,33 | 3,83 | 1,49 | 18 761   |
| Estoril              | 44,57 | 18,99 | 20,10 | 4,79 | 4,44 | 1,43 | 14 632   |
| Parede               | 44,50 | 19,47 | 16,61 | 6,08 | 5,00 | 1,78 | 12 190   |
| São Domingos de Rana | 32,54 | 27,67 | 14,51 | 9,22 | 6,07 | 1,70 | 25 865   |
| Cascais              | 39,94 | 22,38 | 17,58 | 6,51 | 5,05 | 1,60 | 101 711  |

#### Alcabideche
| Partido                 | Partido                               | Votos  | %               | +/-   |
| ----------------------- | ------------------------------------- | ------ | --------------- | ----- |
|                         | Partido Social Democrata              | 6 644  | 37,34 / 100,00  | 12,14 |
|                         | Partido Socialista                    | 4 433  | 24,91 / 100,00  | 10,47 |
|                         | CDS – Partido Popular                 | 2 990  | 16,80 / 100,00  | 3,56  |
|                         | Coligação Democrática Unitária        | 1 167  | 6,56 / 100,00   | 0,24  |
|                         | Bloco de Esquerda                     | 863    | 4,85 / 100,00   | 5,61  |
|                         | Partido pelos Animais e pela Natureza | 250    | 1,40 / 100,00   | Novo  |
|                         | PCTP/MRPP                             | 233    | 1,31 / 100,00   | 0,37  |
|                         | Outros                                | 554    | 3,13 / 100,00   |       |
| Votos Inválidos         | Votos Inválidos                       | 660    | 3,71 / 100,00   | 0,16  |
| Total                   | Total                                 | 17 794 | 100,00 / 100,00 |       |
| Eleitorado/Participação | Eleitorado/Participação               | 30 739 | 57,89 / 100,00  | 1,37  |

#### Carcavelos
| Partido                 | Partido                               | Votos  | %               | +/-  |
| ----------------------- | ------------------------------------- | ------ | --------------- | ---- |
|                         | Partido Social Democrata              | 5 064  | 40,61 / 100,00  | 8,68 |
|                         | Partido Socialista                    | 2 658  | 21,32 / 100,00  | 9,60 |
|                         | CDS – Partido Popular                 | 2 144  | 17,19 / 100,00  | 3,46 |
|                         | Coligação Democrática Unitária        | 809    | 6,49 / 100,00   | 0,04 |
|                         | Bloco de Esquerda                     | 724    | 5,81 / 100,00   | 4,81 |
|                         | Partido pelos Animais e pela Natureza | 229    | 1,84 / 100,00   | Novo |
|                         | Outros                                | 364    | 2,92 / 100,00   |      |
| Votos Inválidos         | Votos Inválidos                       | 477    | 3,82 / 100,00   | 0,52 |
| Total                   | Total                                 | 12 469 | 100,00 / 100,00 |      |
| Eleitorado/Participação | Eleitorado/Participação               | 18 503 | 67,39 / 100,00  | 1,56 |

#### Cascais
| Partido                 | Partido                               | Votos  | %               | +/-  |
| ----------------------- | ------------------------------------- | ------ | --------------- | ---- |
|                         | Partido Social Democrata              | 8 552  | 45,58 / 100,00  | 7,59 |
|                         | CDS – Partido Popular                 | 4 031  | 21,49 / 100,00  | 4,48 |
|                         | Partido Socialista                    | 3 369  | 17,96 / 100,00  | 9,09 |
|                         | Coligação Democrática Unitária        | 813    | 4,33 / 100,00   | 0,22 |
|                         | Bloco de Esquerda                     | 719    | 3,83 / 100,00   | 3,65 |
|                         | Partido pelos Animais e pela Natureza | 279    | 1,49 / 100,00   | Novo |
|                         | Outros                                | 486    | 2,57 / 100,00   |      |
| Votos Inválidos         | Votos Inválidos                       | 512    | 2,73 / 100,00   | 0,03 |
| Total                   | Total                                 | 18 761 | 100,00 / 100,00 |      |
| Eleitorado/Participação | Eleitorado/Participação               | 31 718 | 59,15 / 100,00  | 2,59 |

#### Estoril
| Partido                 | Partido                               | Votos  | %               | +/-  |
| ----------------------- | ------------------------------------- | ------ | --------------- | ---- |
|                         | Partido Social Democrata              | 6 522  | 44,57 / 100,00  | 8,28 |
|                         | CDS – Partido Popular                 | 2 941  | 20,10 / 100,00  | 4,93 |
|                         | Partido Socialista                    | 2 778  | 18,99 / 100,00  | 9,13 |
|                         | Coligação Democrática Unitária        | 701    | 4,79 / 100,00   | 0,07 |
|                         | Bloco de Esquerda                     | 650    | 4,44 / 100,00   | 4,34 |
|                         | Partido pelos Animais e pela Natureza | 209    | 1,43 / 100,00   | Novo |
|                         | Outros                                | 380    | 1,91 / 100,00   |      |
| Votos Inválidos         | Votos Inválidos                       | 451    | 3,08 / 100,00   | 0,26 |
| Total                   | Total                                 | 14 632 | 100,00 / 100,00 |      |
| Eleitorado/Participação | Eleitorado/Participação               | 23 623 | 61,94 / 100,00  | 1,51 |

#### Parede
| Partido                 | Partido                               | Votos  | %               | +/-  |
| ----------------------- | ------------------------------------- | ------ | --------------- | ---- |
|                         | Partido Social Democrata              | 5 425  | 44,50 / 100,00  | 9,13 |
|                         | Partido Socialista                    | 2 374  | 19,47 / 100,00  | 9,23 |
|                         | CDS – Partido Popular                 | 2 025  | 16,61 / 100,00  | 3,93 |
|                         | Coligação Democrática Unitária        | 741    | 6,08 / 100,00   | 0,13 |
|                         | Bloco de Esquerda                     | 609    | 5,00 / 100,00   | 5,21 |
|                         | Partido pelos Animais e pela Natureza | 217    | 1,78 / 100,00   | Novo |
|                         | Outros                                | 339    | 2,78 / 100,00   |      |
| Votos Inválidos         | Votos Inválidos                       | 460    | 3,77 / 100,00   | 0,65 |
| Total                   | Total                                 | 12 190 | 100,00 / 100,00 |      |
| Eleitorado/Participação | Eleitorado/Participação               | 18 565 | 65,66 / 100,00  | 1,85 |

#### São Domingos de Rana
| Partido                 | Partido                               | Votos  | %               | +/-   |
| ----------------------- | ------------------------------------- | ------ | --------------- | ----- |
|                         | Partido Social Democrata              | 8 416  | 32,54 / 100,00  | 10,58 |
|                         | Partido Socialista                    | 7 156  | 27,67 / 100,00  | 10,71 |
|                         | CDS – Partido Popular                 | 3 752  | 14,51 / 100,00  | 3,93  |
|                         | Coligação Democrática Unitária        | 2 386  | 9,22 / 100,00   | 0,63  |
|                         | Bloco de Esquerda                     | 1 569  | 6,07 / 100,00   | 6,16  |
|                         | Partido pelos Animais e pela Natureza | 440    | 1,70 / 100,00   | Novo  |
|                         | PCTP/MRPP                             | 326    | 1,26 / 100,00   | 0,28  |
|                         | Outros                                | 751    | 2,90 / 100,00   |       |
| Votos Inválidos         | Votos Inválidos                       | 1 069  | 4,13 / 100,00   | 0,73  |
| Total                   | Total                                 | 25 865 | 100,00 / 100,00 |       |
| Eleitorado/Participação | Eleitorado/Participação               | 42 384 | 61,03 / 100,00  | 0,83  |